# Феодосий (Сергеев)
Феодо́сий (в миру Никола́й Васи́льевич Серге́ев; 1 (13) апреля 1880, село Меловое, Старооскольский уезд, Курская губерния — 23 ноября 1937, Полтава) — деятель Украинской автокефальной православной церкви и обновленчества, бывший епископ Русской православной церкви, епископ Прилукский, викарий Полтавской епархии.

## Биография
Родился 1 апреля 1880 года в селе Меловом Скороднянской волости Староскольского уезда Курской губернии (ныне Губкинский район Белгородской области) в семье священника. Окончил Старооскольское духовное училище. В 1902 году окончил Курскую духовную семинарию.
По окончании семинарии с 10 октября 1902 года по 15 декабря 1903 года проходил должность учителя школы грамоты в селе Липовчике Щигровского уезда Курской губернии.
21 февраля 1904 года епископом Лаврентием был рукоположен в сан диакона к Покровской церкви села Покровского Щигровского уезда, а 5 сентября 1904 года епископом Питиримом рукоположен в сан священника к Ахтырской церкви села Ахтырского Щигровского уезда. С 6 октября 1904 года по 15 сентября 1906 года состоял законоучителем народных школ: Сергиевской, Пожидаевской и Струковской.
15 сентября 1906 года уволен за штат, в связи с поступлением в Киевскую духовную академию, которую окончил в 1910 году со степенью кандидата богословия.
3 сентября 1910 года допущен к преподаванию Закона Божия в Курской 2-й женской гимназии, а 30 ноября 1910 года попечителем Харьковского учебного округа утверждён в должности законоучителя 2-й Курской женской гимназии. 14 февраля 1911 года награжден набедренником.
С 31 октября 1911 года — священник Кирилло-Мефодиевской церкви Курского духовного училища. Одновременно с 20 октября 1912 года — законоучитель 1-го Курского реального училища. 3 апреля 1913 года награжден бархатной фиолетовой скуфьёй.
С 26 апреля 1914 года настоятель Богородицкой «Утоли моя печали» церкви при Курском Кутузовском реальном училище, законоучитель и классный наставник.
С 29 сентября 1914 года настоятель Троицкого собора города Щигры Курской епархии, с возведением в сан протоиерея. Одновременно с 23 ноября 1914 года законоучитель Щигровского реального училища. 2 апреля 1915 года награжден камилавкой. Овдовел.
В декабре 1921 года перешёл в Киевскую епархию. В 1922 года в Киево-Печерской лавре принял монашество. Возведён в сан архимандрита.
15 февраля 1923 года в Полтаве хиротонисан во епископа Прилукского и Пирятинского, викария Полтавской епархии. Хиротонию совершили: архиепископ Григорий (Лисовский), епископ Феофил (Булдовский) и Николай (Пирский).
В середине июля 1923 года перешёл в группировку «Живая Церковь». 27 октября 1923 года становится членом Всеукраинского обновленческого Синода.
В конце 1923 года назначен временно управляющим Полтавской обновленческой епархией с возведением в сан архиепископа. Кафедра располагалась в Полтавском Крестовоздвиженском мужском монастыре.
В сентябре 1924 года вышел из обновленчества и был уволен от всех должностей. В начале 1925 года перешел в Украинскую автокефальную православную церковь, возглавляемую Василием Липковским, и был принят в сане епископа. В 1925 году по разрешению священноначалия УАПЦ вступил в брак. 2 сентября 1925 года Всеукраинским обновленческим синодом лишён сана.
В связи с плохим знанием украинского языка, в течение месяца проходил стажировку в Николаевской церкви города Харькова под началом епископа Александра Ярещенко.
С 1925 года — епископ Каменец-Подольский. С конца 1925 года — епископ Переяславский. С 1926 года — епископ Бердичевский
3 октября 1926 года становится членом президиума Всеукраинской православной церковной рады и заведующий отделом богослужения. Член редколлегии журнала «Церковь и жизнь».
В 1927 году одновременно избран архиепископом Волынским. Был делегатом «II Всеукраинского Православного Церковного Собора» УАПЦ, проходившего с 17 по 30 октября 1927 года.
После церковного Собора (9—12 декабря 1930), объединившего часть приходов «самоликвидованой» УАПЦ, присоединился к Украинской православной церкви, возглавляемой Иваном Павловским.
С 1931 года — архиепископ Лубенский. В 1934 году отошёл от церковного служения и работал на гражданской работе.
1 ноября 1937 года арестован в Полтаве. 19 ноября постановлением Тройки УНКВД Украинской ССР по Полтавской области приговорён к высшей мере наказания по ст. 54, ч. 1 УК УССР. Расстрелян 23 ноября того же года в Полтаве.

## Публикации
- Русские церковные соборы от начала христианства на Руси до XVI в. // Православный собеседник. — 1907. — С. 19.
- Феоктист Мочульский, архиепископ Курский и Белгородский // Учёно-богословские и церковно-проповеднические опыты студентов КДА LXIII курса. К., 1910. — С. 15-128;